# Scaphytopius latus
Scaphytopius latus är en insektsart som beskrevs av Baker 1900. Scaphytopius latus ingår i släktet Scaphytopius och familjen dvärgstritar. Inga underarter finns listade i Catalogue of Life.